# Thisted Kommune (1970-2006)
Thisted Kommune i Viborg Amt blev dannet ved kommunalreformen i 1970. Ved strukturreformen i 2007 blev den udvidet til den nuværende Thisted Kommune ved indlemmelse af Hanstholm Kommune og Sydthy Kommune.

## Tidligere kommuner
Thisted havde været købstad, men det begreb mistede sin betydning ved kommunalreformen. 16 sognekommuner blev lagt sammen med Thisted Købstad og dens landsogn til Thisted Kommune.
| Kommune                    | Folketal 1. januar 1970 | Byer                              |
| -------------------------- | ----------------------- | --------------------------------- |
| Thisted Købstad            | 8.698                   | Thisted                           |
| Thisted landsogn           | 1.963                   |                                   |
| Harring-Stagstrup          | 1.460                   | Sundby Thy og del af Vilsund Vest |
| Hillerslev-Kåstrup         | 1.310                   | Hillerslev                        |
| Hundborg-Jannerup          | 1.979                   | Hundborg og Nørre Vorupør         |
| Hunstrup                   | 489                     |                                   |
| Nors-Tved                  | 1.523                   | Nors                              |
| Sennels                    | 893                     | Sennels                           |
| Sjørring-Torsted           | 1.588                   | Sjørring                          |
| Skinnerup                  | 292                     |                                   |
| Skjoldborg-Kallerup        | 839                     | Del af Vilsund Vest               |
| Snedsted-Nørhå             | 2.563                   | Snedsted                          |
| Sønderhå-Hørsted           | 598                     |                                   |
| Tilsted                    | 1.364                   |                                   |
| Vang                       | 584                     |                                   |
| Vester Vandet-Øster Vandet | 483                     |                                   |
| Øsløs-Vesløs-Arup          | 1.528                   | Øsløs og Vesløs                   |
| Østerild                   | 782                     | Østerild                          |
| I alt                      | 28.936                  |                                   |

Desuden blev der foretaget en udveksling af hovedsageligt ubeboede arealer mellem Thisted Kommune og Hanstholm Kommune.

## Sogne
Thisted Kommune (1970-2006) bestod af følgende sogne:
- Arup Sogn (Vester Han Herred)
- Harring Sogn (Hassing Herred)
- Hillerslev Sogn (Hillerslev Herred)
- Hundborg Sogn (Hundborg Herred)
- Hunstrup Sogn (Hillerslev Herred)
- Hørsted Sogn (Hassing Herred)
- Jannerup Sogn (Hundborg Herred)
- Kallerup Sogn (Hundborg Herred)
- Kåstrup Sogn (Hillerslev Herred)
- Nors Sogn (Hillerslev Herred)
- Nørhå Sogn (Hundborg Herred)
- Sennels Sogn (Hillerslev Herred)
- Sjørring Sogn (Hundborg Herred)
- Skinnerup Sogn (Hundborg Herred)
- Skjoldborg Sogn (Hundborg Herred)
- Snedsted Sogn (Hassing Herred)
- Stagstrup Sogn (Hassing Herred)
- Sønderhå Sogn (Hassing Herred)
- Thisted Sogn (Hundborg Herred)
- Tilsted Sogn (Hassing Herred)
- Torsted Sogn (Hassing Herred)
- Tved Sogn (Hillerslev Herred)
- Vang Sogn (Hundborg Herred)
- Vesløs Sogn (Vester Han Herred)
- Vester Vandet Sogn (Hillerslev Herred)
- Vorupør Sogn (Hundborg Herred)
- Øsløs Sogn (Vester Han Herred)
- Øster Vandet Sogn (Hillerslev Herred)
- Østerild Sogn (Hillerslev Herred)

## Borgmestre[3]
| Periode   | Navn             | Parti                       |
| --------- | ---------------- | --------------------------- |
| 1970-1982 | Holger Visby     | Venstre                     |
| 1982-1985 | Svend Thorup     | Venstre                     |
| 1994-1998 | Ruth Scharling   | Det Konservative Folkeparti |
| 1998-2002 | Kaj Kristensen   | Venstre                     |
| 2002-2006 | Erik Hove Olesen | Socialdemokratiet           |